# Mainsat
Mainsat település Franciaországban, Creuse megyében. Lakosainak száma 532 fő (2022. január 1.). Mainsat Arfeuille-Châtain, Bussière-Nouvelle, Champagnat, Lupersat, Sannat, La Serre-Bussière-Vieille és Saint-Priest községekkel határos.

## Népesség
A település népességének változása:
| Lakosok száma | 820  | 752  | 748  | 643  | 590  | 577  | 564  | 543  | 539  | 532  |
|               | 1968 | 1982 | 1990 | 2006 | 2013 | 2015 | 2017 | 2019 | 2020 | 2022 |